# نويل جيرسون
نويل جيرسون (بالإنجليزية: Noel Gerson)‏ (1913 - 1988)؛ كاتب، صحفي وروائي أمريكي.